# Insa Eschebach

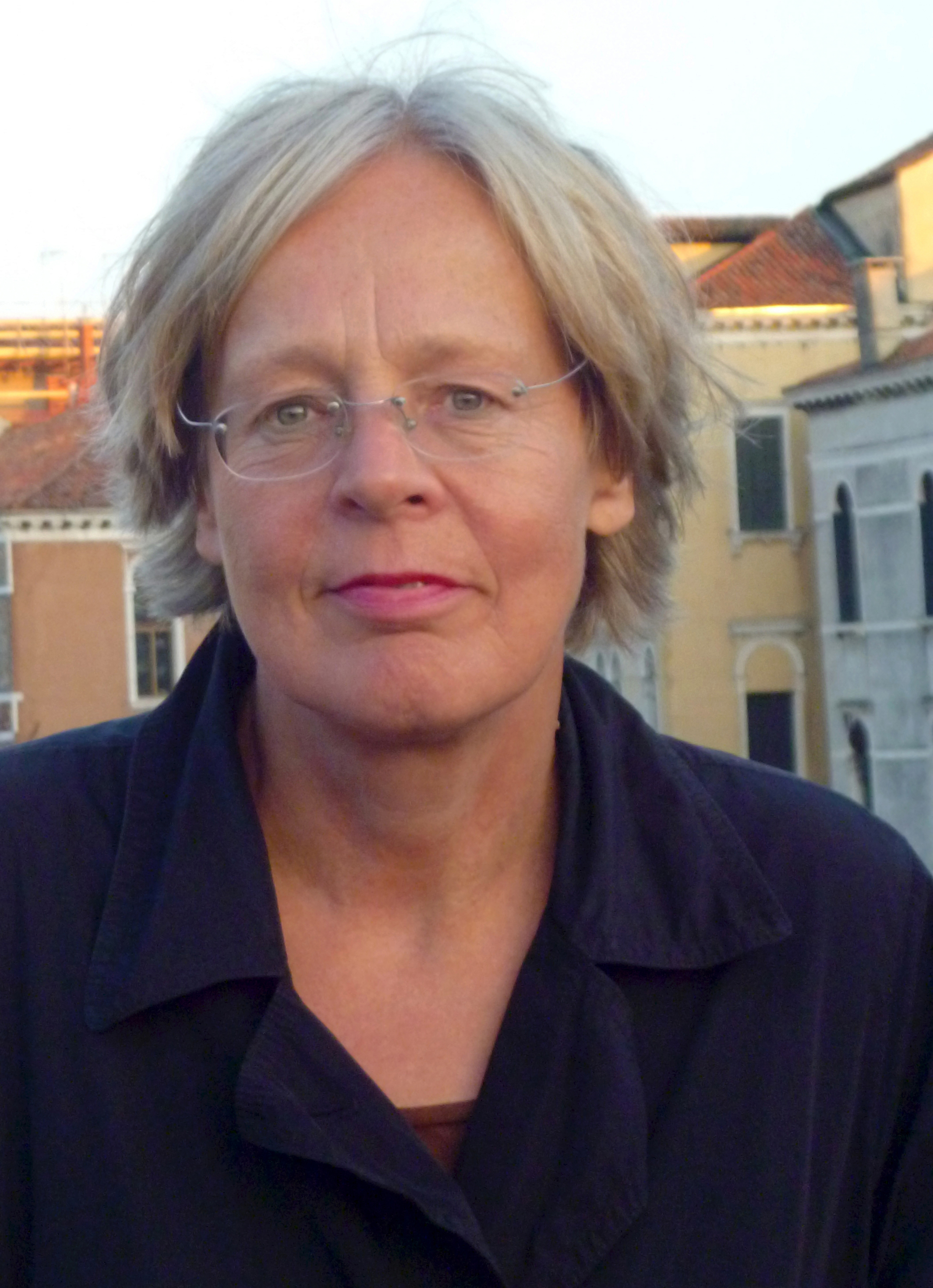
Insa Eschebach, 2013

Insa Eschebach (geboren 1954 in Emden) ist eine deutsche Religionswissenschaftlerin und Publizistin. Von 2005 bis 2020 leitete sie die Gedenkstätte Ravensbrück.

## Leben und Wirken
Insa Eschebach arbeitete nach dem Abitur 1975 in dem anarchistischen Buchladen Rising Free in Nord-London und engagierte sich in der britischen Frauenbewegung sowie in der squatting-movement im Londoner Stadtteil Islington. Von 1976 bis 1981 studierte sie Religionswissenschaft, Publizistik und Philosophie an der Freien Universität Berlin (FU) und wurde 1988 mit einer Studie zu Nietzsches Willen zur Macht und seiner Rezeptionsgeschichte in Deutschland und Frankreich promoviert. In den 1980er Jahren arbeitete sie am Kunstamt Berlin-Schöneberg in alltags- und lokalgeschichtlichen Projekten und sammelte dort erste Erfahrungen im Ausstellungswesen. Zugleich war sie als freie Journalistin tätig, unter anderen für die Taz und den Rundfunk. Ab 1994 war sie Lehrbeauftragte am Institut für Religionswissenschaft der FU sowie am Institut für Kulturwissenschaft der Humboldt-Universität zu Berlin (HUB), wo sie 1998 bis 2000 unter der Leitung von Christina von Braun in einem DFG-Forschungsprojekt (Deutsche Forschungsgemeinschaft) zu Prozessen der Sakralisierung am Ort des ehemaligen Frauen-KZ Ravensbrück arbeitete. Darüber hinaus engagierte sie sich in verschiedenen Projekten der Gedenkstätte Ravensbrück und konzipierte dort zusammen mit Susanne Lanwerd die Dauerausstellung Die Sprache des Gedenkens. Zur Geschichte der Gedenkstätte Ravensbrück 1945–1995, die 1999 eröffnet wurde.
Aufgrund der unübersehbaren Forschungsdefizite zur Geschichte des Frauen-Konzentrationslagers Ravensbrück rief die damalige Gedenkstättenleiterin Sigrid Jacobeit gemeinsam mit Insa Eschebach und weiteren Wissenschaftlerinnen 1995 die Interdisziplinäre Frauenforschungsgruppe Mahn- und Gedenkstätte Ravensbrück – Freie Universität (IFFG) ins Leben. Diese an der Zentraleinrichtung Frauenforschung an der FU Berlin angesiedelte Gruppe wurde am 5. November 1997 mit dem Margherita-von-Brentano Preis ausgezeichnet. Mitglieder der IFFG waren zu diesem Zeitpunkt Birgit Bosold, Elisabeth Böhmer, Insa Eschebach, Ursula Fuhrich-Grubert, Sigrid Jacobeit, Johanna Kootz, Irmela von der Lühe und Claudia Ulbrich.
Seit 2022 ist sie Gastwissenschaftlerin am Religionswissenschaftlichen Institut der Freien Universität Berlin. Von 2002 bis 2005 war Eschebach wissenschaftliche Mitarbeiterin der KZ-Gedenkstätte Neuengamme bei Hamburg. Im Jahr 2005 übernahm sie bis zu ihrer Pensionierung 2020 die Leitung der Gedenkstätte Ravensbrück. Seither arbeitet Insa Eschebach als freie Publizistin und lehrt am Religionswissenschaftlichen Institut der FU Berlin. Darüber hinaus ist sie in verschiedenen Beiräten tätig sowie in der Redaktion der Zeitschrift Beiträge zur Geschichte der nationalsozialistischen Verfolgung. Ihre Arbeitsschwerpunkte sind die Frauen- und Geschlechtergeschichte des Nationalsozialismus sowie erinnerungskulturelle Fragestellungen. Eine Reihe ihrer Beiträge liegt auch in englischer, tschechischer, französischer und polnischer Übersetzung vor.

### Gedenkstätte Ravensbrück
Ravensbrück war das zentrale Frauen-Konzentrationslager des NS-Regimes. Etwa 120.000 Frauen und Kinder aus über 30 Ländern waren hier inhaftiert. Das Gelände der 1959 gegründeten Gedenkstätte wurde unter Eschebachs Leitung um große Teile des historischen Häftlingslagers erweitert und für die Öffentlichkeit erschlossen. Im Jahr 2007 wurde der Bau eines Besucherzentrums fertig gestellt und eröffnet. Historische Gebäude wie die ehemalige Kommandantur des Lagers, die Tankstelle für Fahrzeuge der SS, das Wasserwerk, zwei der ehemaligen Wohnhäuser des SS-Personals und andere mehr wurden saniert und mit neuen Ausstellungen versehen. Der ehemalige Garagentrakt beherbergt heute unter anderem einen Veranstaltungsraum sowie die Bibliothek, das Archiv und die Mediathek der Gedenkstätte.

### Ausstellungen und Veranstaltungen (Auswahl)
Die Forschung zur Geschichte der Konzentrationslager hat lange Zeit geschlechtergeschichtliche Fragestellungen ausgeklammert. Zum Frauen-Konzentrationslager Ravensbrück lagen Ende der 1980er-Jahre nur drei wissenschaftliche Veröffentlichungen vor. Nach dem Fall der Mauer rückte Ravensbrück in den Fokus der deutschen und internationalen Frauenbewegung: Studien zu der Gruppe der jüdischen Häftlinge, der Sinti und Roma, der als asozial verfolgten Frauen und anderen entstanden ebenso wie Arbeiten zum weiblichen SS-Personal. 2004 eröffnete die Gedenkstätte Ravensbrück eine erste Ausstellung zur Geschichte des weiblichen SS-Gefolges in einem der ehemaligen Aufseherinnenhäuser. Diese Ausstellung wurde auf der Basis des aktuellen Forschungsstandes neu konzipiert und 2020 eröffnet.  Das männliche SS-Personal des Frauen-KZ Ravensbrück wird in der 2010 eröffneten Ausstellung Das „Führerhaus“: Alltag und Verbrechen der Ravensbrücker SS-Offiziere thematisiert.
2013 eröffnete die neue Hauptausstellung Das Frauen-Konzentrationslager Ravensbrück – Geschichte und Erinnerung: Neben der Geschichte des Frauen-KZ Ravensbrück wird hier auch das Ravensbrücker Männerlager sowie das Jugendschutzlager Uckermark thematisiert. Der Arbeitseinsatz der weiblichen Häftlinge in der Rüstungsproduktion bei Siemens und in den rund 40 Außenlagern sind weitere Ausstellungsschwerpunkte.
Unter der wissenschaftlichen Leitung von Insa Eschebach entstanden zahlreiche weitere Ausstellungen wie beispielsweise zum Arbeitseinsatz weiblicher Häftlinge in den Bordellen anderer Konzentrationslager, zur Gruppe der jüdischen Häftlinge, der christlichen Frauen sowie zu den deutschen politischen Häftlingen in Ravensbrück, zu Milena Jesenská und Elisabeth von Thadden. Neben den jährlichen Sommer-Universitäten organisierte Eschebach Workshops, Tagungen und Konferenzen zu spezifischen Fragestellungen wie zur Homophobie in Ravensbrück und zur sexuellen Gewalt in Kriegen, Themen, zu denen Eschebach auch Sammelbände herausgab.
Im Jahr 2023 kuratierte sie im Auftrag der Bundesstiftung Magnus Hirschfeld die Wanderausstellung „gefährdet leben. Queere Menschen 1933 – 1945“ in Zusammenarbeit mit Karl Heinz Steinle und Andreas Pretzel.

## Auszeichnungen
- 1997: Margherita-von-Brentano-Preis für die Interdisziplinäre Frauenforschungsgruppe Mahn- und Gedenkstätte Ravensbrück – FU Berlin (IFFG)
- 2020: Maria Wawrykowa-Preis der Gemeinsamen Deutsch-Polnischen Schulbuchkommission
- 2022: Verdienstorden des Landes Brandenburg[18]

## Veröffentlichungen (Auswahl)
Monografien
- Der versehrte Massstab: Versuch zu Nietzsches „Willen zur Macht“ und seiner Rezeptionsgeschichte. Königshausen und Neumann, Würzburg 1990, ISBN 978-3-88479-534-7.
- mit Elke Thye: Die Religion der Rechten: Völkische Religionsgemeinschaften; Aktualität und Geschichte. Humanitas-Verl. (Humanismus aktuell) Dortmund 1995, ISBN 978-3-928366-07-6.
- Öffentliches Gedenken. Deutsche Erinnerungskulturen seit der Weimarer Republik, Campus Verlag, Frankfurt/Main, New York 2005, ISBN 978-3-593-37630-1.

Herausgeberschaften
- mit Sigrid Jacobeit, Susanne Lanwerd: Die Sprache des Gedenkens. Zur Geschichte der Gedenkstätte Ravensbrück 1945–1995. Ed. Hentrich, Berlin 1999, ISBN 978-3-89468-257-6.
- mit Sigrid Jacobeit, Silke Wenk: Gedächtnis und Geschlecht. Deutungsmuster in Darstellungen des nationalsozialistischen Genozids. Campus Verlag, Frankfurt am Main 2002, ISBN 3-593-37053-0.
- mit Regina Mühlhäuser: Krieg und Geschlecht. Sexuelle Gewalt im Krieg und Sex-Zwangsarbeit in NS-Konzentrationslagern, Metropol Verlag, Berlin 2008, ISBN 978-3-940938-21-3.
- Homophobie und Devianz. Weibliche und männliche Homosexualität im Nationalsozialismus., Metropol Verlag, Berlin 2012, ISBN 978-3-86331-066-0.
- mit Astrid Ley: Geschlecht und „Rasse“ in der NS-Medizin. Metropol Verlag, Berlin 2012, ISBN 978-3-86331-049-3.
- Das Frauen-Konzentrationslager Ravensbrück: Neue Beiträge zur Geschichte und Nachgeschichte. Metropol-Verlag, Berlin 2014 ISBN 978-3-86331-216-9.
- mit Andrea Genest: Ich habe nie eine Heldin aus mir gemacht. Die Ravensbrück-Überlebende Alicja Gawlikowska-Świerczyńska im Gespräch mit Dariusz Zaborek. aus dem Polnischen übersetzt von Ulrike Bischof Metropol Verlag, Berlin 2017, ISBN 978-3-86331-334-0.
- mit Christine Glauning, Silke Schneider (Hrsg.): Verbotener Umgang mit „Fremdvölkischen“. Kriminalisierung und Verfolgungspraxis im Nationalsozialismus. Metropol 2023, ISBN 978-3-86331-680-8.[19]
- Was bedeutet Gedenken? Kommemorative Praxis nach 1945. Metropol-Verlag, Berlin 2023, ISBN 978-3-86331-693-8.

Ausstellungskataloge
- Ravensbrück. Der Zellenbau. Geschichte und Gedenken. Metropol Verlag, Berlin 2008, ISBN 978-3-938690-59-8.
- mit Alyn Beßmann: Das Frauen-Konzentrationslager Ravensbrück. Geschichte und Erinnerung. Metropol Verlag, Berlin 2013, ISBN 978-3-86331-122-3.
- Die Rosen in Ravensbrück, hrsg. mit Meggi Pieschel und Amélie zu Eulenburg, Metropol Verlag, Berlin 2015, ISBN 978-3-86331-255-8.
- mit Katharina Zeiher: Ravensbrück 1945 – der lange Weg zurück ins Leben. Metropol Verlag, Berlin 2016, ISBN 978-3-86331-270-1.
- Ravensbrück: Christliche Frauen im Konzentrationslager 1939–1945, hrsg. mit Sabine Arend, Metropol Verlag, Berlin 2018, ISBN 978-3-86331-382-1.

Beiträge/Aufsätze
- Geschlechterspezifische Symbolisierungen im Gedenken. Zur Geschichte der Mahn- und Gedenkstätte Ravensbrück. In: Metis. Zeitschrift für historische Frauen- und Geschlechterforschung 8 (1999) 15, S. 69–107.
- „Negative Elemente“ Ermittlungsberichte des MfS über ehemalige SS-Aufseherinnen. In: Annette Leo, Peter Reif-Spirek (Hrsg.): Helden, Täter und Verräter. Studien zum DDR-Antifaschismus, Metropol-Verlag 1999, ISBN 978-3-932482-22-9. S. 197–210
- mit Susanne Lanwerd: Säkularisierung, Sakralisierung und Kulturkritik. In: Metis. Zeitschrift für historische Frauenforschung und feministische Praxis, 9. Jahrgang (2000), Heft 18, S. 10–26.
- Gespaltene Frauenbilder: Geschlechterdramaturgien im juristischen Diskurs ostdeutscher Gerichte. In: Ulrike Weckel, Edgar Wolfrum (Hrsg.): „Bestien“ und „Befehlsempfänger“. Frauen und Männer in NS-Prozessen nach 1945. Vandenhoeck und Ruprecht, Göttingen 2003, ISBN 3-525-36272-2, S. 95–116.
- mit Andreas Ehresmann: „Zeitschaften“. Zum Umgang mit baulichen Relikten ehemaliger Konzentrationslager. in: Petra Fank und Stefan Hördler (Hrsg.): Der Nationalsozialismus im Spiegel des öffentlichen Gedächtnisses. Formen der Aufarbeitung und des Gedenkens. Für Sigrid Jacobeit. Metropol Verlag, Berlin 2005, ISBN 978-3-938690-01-7. S. 111–120.
- Soil, Ashes, Commemoration. Processes of Sacralization at the Former Ravensbrück Concentration Camp. In: History & Memory: Landscapes of Violence: Memory and Sacred Space.Vol. 23, No. 1, ed.by Katharina Schramm, Indiana University Press 2011, S. 131–156.
- Das Ravensbrück-Gedächtnis. Zum Verhältnis persönlicher Erinnerungen und öffentlicher Erinnerungsgeschichte. in: Freilegungen. Überlebende – Erinnerungen – Transformationen. Jahrbuch des International tracing service, Bd. 2, hrsg. von Rebecca Boehling u. a., Wallstein Verlag Göttingen 2013, S. 317–328.
- Brachen: Historische Areale im Umfeld der Gedenkstätte Ravensbrück. In: Gabriele Hammermann, Dirk Riedel (Hrsg.): Sanierung – Rekonstruktion – Neugestaltung: Zum Umgang mit historischen Bauten in Gedenkstätten. Wallstein Verlag, Göttingen 2014, ISBN 978-3-8353-1451-1. S. 96–117.
- Museale Entwicklungen in ostdeutschen KZ-Gedenkstätten vor und nach dem Fall der Mauer in: Entnazifizierte Zone? Zum Umgang mit der Zeit des Nationalsozialismus in ostdeutschen Stadt- und Regionalmuseen. Museumsverband des Landes Brandenburg (Hrsg.), 2015, ISBN 978-3-8376-2706-0, S. 43–64.
- Das Ravensbrücker SS-Fotoalbum. Anmerkung zur Bildproduktion der Konzentrationslager-SS in: Vom Monument zur Erinnerung – 25 Jahre Stiftung Brandenburgische Gedenkstätten in 25 Objekten. Ines Reich (Hrsg.), Metropol Verlag 2017, ISBN 978-3-86331-357-9, S. 186–193.
- Queere Gedächtnisräume. Zivilgesellschaftliches Engagement und Erinnerungskonkurrenzen im Kontext der Gedenkstätte Ravensbrück. In: Invertito. Jahrbuch für die Geschichte der Homosexualitäten / Verfolgung homosexueller Männer und Frauen in der NS-Zeit. Fachverband Homosexualität und Geschichte e. V. (Hrsg.). Männerschwarm Verlag, Berlin 2021, ISBN 978-3-86300-315-9.
- mit Regina Mühlhäuser: Umkämpfte Erinnerung. Die „Trostfrauen“-Statue in Berlin und der Umgang mit sexueller Kriegsgewalt. In: Geschichte und Gegenwart, 14. Oktober 2020.
- Die Kraft der Orte. Positionen zeitgenössischer Literatur zur Wirkungskraft von  KZ-Gedenkstätten. In: Habbo Knoch, Oliver von Wrochem (Hrsg.): Entdeckendes Lernen. Orte der Erinnerung an die Opfer der nationalsozialistischen Verbrechen. Metropol Verlag, Berlin 2022, ISBN 978-3-86331-649-5, S. 465–476.
- Sakralisierungsprozesse in der Erinnerungskultur. In: Berliner Theologische Zeitschrift. Bd. 41 (2024), Heft 1, ISBN/ISSN 2699-3414, S. 284–306.
- mit Pascale Bos, Regina Mühlhäuser: „Das größte Bordell des Dritten Reiches“. Zur Sexualisierung des Frauen-Konzentrationslagers Ravensbrück. In: Zeitschrift für Geschichtswissenschaft, 72. Jg., 2024, Heft 5, ISSN 0044-2828, S. 446–460.